# Taekwondo ai Giochi della XXXI Olimpiade
Le prove di taekwondo ai Giochi della XXXI Olimpiade si svolgeranno complessivamente tra il 17 e l'il 20 agosto 2016 all'Arena Carioca 3. Il programma prevede 8 eventi, di cui quattro maschili e quattro femminili.

## Qualificazioni
Sono ammessi ai giochi 128 atleti, 64 uomini e 64 donne, di cui 16 per ogni categoria. Ogni nazione ha diritto ad una rappresentanza di un massimo di quattro atleti, due per ogni genere. Ciò significa che ogni nazione può competere in non più di quattro degli otto eventi in programma. Quattro posti sono riservati di diritto al Brasile in qualità di Paese ospitante, mentre altri quattro sono destinati ad inviti. I restanti 120 posti vengono stabiliti tramite tornei qualificatori.

## Calendario
| Uomini | 58 kg | 68 kg | 80 kg | +80 kg | 4 |
| Donne  | 49 kg | 57 kg | 67 kg | +67 kg | 4 |
| Totale | 2     | 2     | 2     | 2      | 8 |

|  | Qualificazioni |  | Finali |

## Podi

### Uomini
| Evento                  | Oro                 | Argento              | Bronzo                         |
| fino a 58 kg (dettagli) | Zhao Shuai          | Tawin Hanprab        | Luisito Pié Kim Tae-hun        |
| fino a 68 kg (dettagli) | Ahmad Abughaush     | Aleksej Denisenko    | Joel González Lee Dae-hoon     |
| fino a 80 kg (dettagli) | Cheick Sallah Cissé | Lutalo Muhammad      | Oussama Oueslati Milad Beigi   |
| oltre 80 kg (dettagli)  | Radik Isaev         | Abdoulrazak Issoufou | Maicon de Andrade Cha Dong-min |

### Donne
| Evento                  | Oro          | Argento                    | Bronzo                                   |
| fino a 49 kg (dettagli) | Kim So-hui   | Tijana Bogdanović          | Patimat Abakarova Panipak Wongpattanakit |
| fino a 57 kg (dettagli) | Jade Jones   | Eva Calvo Gómez            | Hedaya Malak Kimia Alizadeh              |
| fino a 67 kg (dettagli) | Oh Hye-ri    | Haby Niaré                 | Ruth Gbagbi Nur Tatar                    |
| oltre 67 kg (dettagli)  | Zheng Shuyin | María del Rosario Espinoza | Bianca Walkden Jackie Galloway           |

## Medagliere
| Posizione | Paese           |   |   |    | Totale |
| --------- | --------------- | - | - | -- | ------ |
| 1         | Corea del Sud   | 2 | 0 | 3  | 5      |
| 2         | Cina            | 2 | 0 | 0  | 2      |
| 3         | Gran Bretagna   | 1 | 0 | 2  | 3      |
| 4         | Azerbaigian     | 1 | 0 | 2  | 3      |
| 5         | Costa d'Avorio  | 1 | 0 | 1  | 2      |
| 6         | Giordania       | 1 | 0 | 0  | 1      |
| 7         | Spagna          | 0 | 1 | 1  | 2      |
| 7         | Thailandia      | 0 | 1 | 1  | 2      |
| 9         | Francia         | 0 | 1 | 0  | 1      |
| 9         | Messico         | 0 | 1 | 0  | 1      |
| 9         | Niger           | 0 | 1 | 0  | 1      |
| 9         | Russia          | 0 | 1 | 0  | 1      |
| 9         | Serbia          | 0 | 1 | 0  | 1      |
| 14        | Brasile         | 0 | 0 | 1  | 1      |
| 14        | Rep. Dominicana | 0 | 0 | 1  | 1      |
| 14        | Egitto          | 0 | 0 | 1  | 1      |
| 14        | Iran            | 0 | 0 | 1  | 1      |
| 14        | Tunisia         | 0 | 0 | 1  | 1      |
| 14        | Turchia         | 0 | 0 | 1  | 1      |
| 14        | Stati Uniti     | 0 | 0 | 1  | 1      |
| Totale    | Totale          | 8 | 8 | 16 | 32     |